# رولاند غرين (دراج)
رولاند غرين مواليد 19 يوليو 1974 في فكتوريا، هو دراج كندي سابق. سبق أن شارك في دورة الألعاب الأولمبية الصيفية.

## روابط خارجية
- رولاند غرين على موقع أرشيف الدراجات (الإنجليزية)
- رولاند غرين على موقع إحصائيات الدراجات الإحترافية (الإنجليزية)
- رولاند غرين على موقع نسبة الدراجات (الإنجليزية)
- رولاند غرين على موقع أوليمبيديا (الإنجليزية)
- رولاند غرين على موقع اللجنة الأولمبية الكندية (الإنجليزية)
- رولاند غرين على موقع قاعة كولومبيا البريطانية للمشاهير الرياضية (الإنجليزية)